# Роберт I (граф Дре)
Роберт I де Дро (фр. Robert I de Dreux, 1123—1188) — граф де Дро, син Людовика VI (короля Франції) та Аделаїди Савойської. Учасник Другого хрестового походу.

## Родина
1. Дружина — Агнес, донька Ансо Гарланда, графа Рошфора
Діти:
- Симон (1141-бл.1182), сеньйор Ла-Ну

2. Дружина — Гарвіса, донька Готьє де Ереве, графа Солсбері
Діти:
- Адель (1145— після 1210)

3. Дружина — Агнес. донька Гі де Бодемона, графа Брейна
Діти:
- Роберт (1154—1218), граф Дрьо і Брейн
- Генріх (1155—1199), єпископ Клермон-де-Овернь
- Алікс (1156—1217), дружина Рауля I, сеньйора Кусі
- Філіпп (1158—1217), єпископ Бове
- Ізабела (1160—1239), дружина Гуго III, сеньйора Бруа
- П'єр (1161—1186), сеньйор Боуконвіль-Воклар
- Вільгельм (1163—бл.1189), сеньйор Брі-Конт-Робер та Торсі
- Жан (1164—1189)
- Мамілі (1166—1200), черниця
- Маргарита (1167—д/н), черниця